# Ebbe Strangesen
Ebbe Strangesen Bild (død 1507) til Nørholm var en dansk godsejer og rigsråd.
Gift ca. 1494 med Kirstine Clausdatter Bryske, datter af Claus Gertsen Bryske til Flintholm på Sydfyn og Grete Engelbrechtsdatter Bydalsbach (-1490) Fra sine forældre havde han en del af Nørholm og ægteskabet gav ham ret i Kjeldkjær, som han senere forøgede. Han var lensmand på Ørum 1497-1504.

## Drabet
Strangesen var d. 22. juni 1502 med til at dræbe rigshofmester Poul Laxmand, men blev ikke straffet idet Laxmand blev kendt skyldig for landsforræderi. Mellem de 2 Mænd var der et gammelt personligt fjendskab, som måske er blusset op på ny under det mislykkede sverigestog 1502, som de begge havde deltaget i. Strangesen var sammen med sin rejsefælle mellem Kalmar og København Bjørn Andersen Bjørn. De havde spist og drukket sammen da Strangesen angreb Poul Laxmand. Bjørn skulle ifølge en et par år yngre dom i begyndelsen have forsøgt at mægle men måtte forsvare sig da Laxmand gjorde udfald mod dem begge. Strangesens hustru var bekymret over at drabet ikke var sket på en ordre fra kongen. Det skulle dog snart vise sig, at der ingen grund var til bekymring. I 1502 nævnes Strangesen som rigsråd, hvad han ikke vides at have været tidligere og altså måske er blevet som en belønning for drabet.
I 1505 var han lensmand på Hagenskov en post han øjensynlig har beholdt til sin død der indtraf allerede 1507. Han blev ikke gammel, og der var dem af hans samtidige, der i hans forholdsvis tidlige død saa himlens straf for drabet på hofmesteren. 
Enken nævnes i 1517 som gift på ny, med Henneke von Ahlefeldt Benedictsen(-1541), der var amtmand i bl.a. Kiel.